# Joe Bryan
Joseph Edward Bryan, född 17 september 1993, är en engelsk fotbollsspelare som spelar för Millwall. 

## Klubbkarriär
Den 9 augusti 2018 värvades Bryan av Fulham. Han debuterade i Premier League den 11 augusti 2018 i en 2–0-förlust mot Crystal Palace. Bryan avgjorde playoff-finalen mot Brentford den 4 augusti 2020 med sina två mål och såg således till att Fulham spelar i Premier League säsongen 20/21.
Den 31 augusti 2022 lånades Bryan ut till franska Nice på ett säsongslån. Den 30 juni 2023 värvades han av Millwall.